# Shingo Irie
Shingo Irie (入江 信吾 Irie Shingo?, Prefectura de Fukuoka, 4 de mayo de 1976) es un guionista japonés.

## Biografía
Shingo Irie nació el 4 de mayo de 1976 en la Prefectura de Fukuoka. En 1995, se graduó en la Escuela Secundaria Shuyukan de la Prefectura de Fukuoka. También fundó un club de producción cinematográfica y produjo dos películas independientes. En 2001 se graduó en la Facultad de Economía de la Universidad de Kōbe. En 2004, fue contratado como guionista por Toei Art Works, y en 2005, hizo su debut como guionista de dramas escribiendo el séptimo episodio de la cuarta temporada de Aibō.
Es miembro de la Federación de Guionistas de Japón.

## Trabajos

### Anime

#### Series de televisión
| Año  | Anime                                                                                 | Estudio                    | Funciones                                             | Refs.         |
| ---- | ------------------------------------------------------------------------------------- | -------------------------- | ----------------------------------------------------- | ------------- |
| 2012 | Kuroko no Basket                                                                      | Production I.G             | Guionista (#3, 6, 9, 12, 16, 20, 22)                  | [ 8 ]         |
| 2013 | Log Horizon                                                                           | Satelight                  | Guionista (#5, 7, 12, 16, 23)                         | [ 9 ]         |
| 2013 | Kuroko no Basket 2nd Season                                                           | Production I.G             | Guionista (#30, 34, 41, 45)                           | [ 10 ]        |
| 2014 | Log Horizon 2nd Season                                                                | Studio Deen                | Guionista (#2, 8, 13, 18)                             | [ 11 ]        |
| 2015 | Kuroko no Basket 3rd Season                                                           | Production I.G             | Guionista (#52, 55, 58, 61)                           | [ 12 ]        |
| 2016 | Nanbaka                                                                               | Satelight                  | Guionista (#6, 9, 12)                                 | [ 13 ]        |
| 2016 | All Out!!                                                                             | Madhouse TMS Entertainment | Guionista (#2, 5, 7, 10, 12-13, 17-22)                | [ 14 ]        |
| 2017 | Sakura Quest                                                                          | P.A. Works                 | Guionista (#6-9, 12-13, 17-20)                        | [ 15 ]        |
| 2018 | Last Hope                                                                             | Satelight                  | Guionista (#5-6, 14, 17, 22)                          | [ 16 ]        |
| 2018 | Golden Kamuy                                                                          | Geno Studio                | Guionista (#4, 8, 11)                                 | [ 17 ]        |
| 2018 | Hinomaru Zumō                                                                         | Gonzo                      | Guionista (#1, 4, 7, 10, 13, 16, 19, 22)              | [ 18 ]        |
| 2018 | Golden Kamuy 2nd Season                                                               | Geno Studio                | Guionista (#20)                                       | [ 19 ]        |
| 2019 | Shōmetsu Toshi                                                                        | Madhouse                   | Composición de la serie Guionista (#1-12)             | [ 20 ] [ 21 ] |
| 2019 | Hakata Mentai! Pirikarako-chan                                                        | G-angle                    | Composición de la serie Guionista (#1-12)             | [ 22 ] [ 23 ] |
| 2020 | Kingdom 3rd Season                                                                    | Pierrot Studio Signpost    | Guionista (#3, 8, 12, 17, 23)                         | [ 24 ]        |
| 2020 | Golden Kamuy 3rd Season                                                               | Geno Studio                | Guionista (#26, 28, 34)                               | [ 25 ]        |
| 2021 | Log Horizon: Entaku Hōkai                                                             | Studio Deen                | Guionista (#4, 8-9)                                   | [ 26 ]        |
| 2022 | Love All Play                                                                         | Nippon Animation OLM       | Guionista (#3, 7)                                     | [ 27 ]        |
| 2022 | Aoashi                                                                                | Production I.G             | Guionista (#7, 11-12, 16, 21-22)                      | [ 28 ]        |
| 2022 | Kingdom 4th Season                                                                    | Pierrot Studio Signpost    | Guionista (#2, 8, 12, 18, 23)                         | [ 29 ]        |
| 2022 | Golden Kamuy 4th Season                                                               | Brain's Base               | Guionista (#41, 44, 48)                               | [ 30 ]        |
| 2023 | Ayakashi Triangle                                                                     | Connect                    | Guionista (#3, 5, 10-11)                              | [ 31 ]        |
| 2023 | Tearmoon Teikoku Monogatari                                                           | Silver Link                | Guionista (#7-8, 10)                                  | [ 32 ]        |
| 2024 | Solo Leveling                                                                         | A-1 Pictures               | Guionista (#3-4, 9)                                   | [ 33 ]        |
| 2024 | Maō no Ore ga Dorei Elf wo Yome ni Shitanda ga, Dō Medereba ī?                        | Brain's Base               | Guionista (#5, 7-8)                                   | [ 34 ]        |
| 2024 | Tensei Shitara Slime Datta Ken 3rd Season                                             | 8-Bit                      | Guionista (#52, 55, 60, 64, 68, 71)                   | [ 35 ]        |
| 2024 | Ore wa Subete o "Parry" Suru: Gyaku Kanchigai no Sekai Saikyō wa Bōken-sha ni Naritai | OLM                        | Guionista (#3, 5, 7, 11)                              | [ 36 ]        |
| 2024 | Chi: Chikyū no Undō ni Tsuite                                                         | Madhouse                   | Composición de la serie Guionista (#1-25)             | [ 37 ]        |
| 2025 | Akuyaku Reijō Tensei Oji-san                                                          | Ajia-do Animation Works    | Composición de la serie Guionista (#1-3, 5, 8, 11-12) | [ 38 ]        |
| 2025 | Nyaight of the Living Cat                                                             | OLM                        | Composición de la serie                               | [ 39 ]        |

#### ONAs
| Año  | Anime     | Estudio   | Funciones           | Refs.  |
| ---- | --------- | --------- | ------------------- | ------ |
| 2017 | Nanbaka 2 | Satelight | Guionista (#18, 22) | [ 40 ] |

#### OVAs
| Año  | Anime                                    | Estudio        | Funciones | Refs.  |
| ---- | ---------------------------------------- | -------------- | --------- | ------ |
| 2013 | Kuroko no Basket: Baka ja Katenai no yo! | Production I.G | Guionista | [ 41 ] |

### Acción real

#### Películas
| Año  | Título    | Funciones | Refs.  |
| ---- | --------- | --------- | ------ |
| 2009 | Rise Up   | Guionista | [ 42 ] |
| 2010 | Byakuyakō | Guionista | [ 43 ] |

#### Series de televisión
| Año  | Título                                          | Funciones                  | Refs.  |
| ---- | ----------------------------------------------- | -------------------------- | ------ |
| 2005 | Aibō Season 4                                   | Guionista (#7)             | [ 44 ] |
| 2006 | Keishichō Sōsaikkachō                           | Guionista (#6)             | [ 45 ] |
| 2007 | Delicious Gakuin                                | Guionista (#5, 9)          | [ 46 ] |
| 2007 | Keishichō Sōsaikkachō Season 2                  | Guionista (#7)             | [ 47 ] |
| 2007 | Onna Keiji Mizuki Season 2                      | Guionista (#4)             | [ 48 ] |
| 2007 | Sunshine Days                                   | Guionista                  | [ 49 ] |
| 2007 | Aibō Season 6                                   | Guionista (#6)             | [ 50 ] |
| 2010 | Heaven's Rock                                   | Guionista (#1-8)           | [ 51 ] |
| 2012 | Toranaide Kudasai!! Gravure Idol ura Monogatari | Guionista (#3, 10-12)      | [ 52 ] |
| 2014 | Tokyo Scarlet: Keishichō NS Gakari              | Guionista (#3, 6)          | [ 53 ] |
| 2023 | Teiō no Nagai Kyūitsu                           | Guionista (#1-2, 4-5, 7-8) | [ 54 ] |